# Jan Żurawski
Jan Żurawski (* 1. Januar 1932 in Warschau; † 2. März 2023 ebenda) war ein polnischer Ringer.

## Leben
Jan Żurawski wurde zehnfacher polnischer Meister im Freistilringen. Auf internationaler Ebene nahm er an vier Weltmeisterschaften teil. Bei den Olympischen Sommerspielen 1960 in Rom belegte Żurawski in der Klasse bis 62 kg im Freistilringen den zwölften Platz. Nach seiner aktiven Karriere wurde er Nationaltrainer Polens und betreute das Team unter anderem bei den Olympischen Spielen 1980 in Moskau. Darüber hinaus war er Vorsitzender des Trainerrates des Polnischen Ringerverbandes sowie Vorstandsmitglied und Mitglied der Anti-Doping-Kommission des Verbandes.
Jan Żurawski wurde mit dem Offiziers- und Ritterkreuz des Ordens Polonia Restituta sowie mit dem Goldenen Verdienstkreuz der Republik Polen ausgezeichnet.